# 南非憲法
《南非憲法》為南非的最高法律。它確立南非作為一個共和國的主權，規範國民的權利與義務，並規定政府的組織架構。現行憲法為南非的第五部憲法，由1994年大選產生的國會制定，1996年12月18日由時任總統納爾遜·曼德拉頒布，並於1997年2月4日生效，取代1993年的《臨時憲法》。
《南非憲法》的正式全稱為《1996年南非共和國憲法》，自1996年生效以來，《南非憲法》經歷18次修憲。在過去，《南非憲法》曾被當作是一條國會法令，其編號為《1996年第108號法令》（Act No. 108 of 1996），但自2005年通過的《2005年憲制法律引稱法令》生效後，憲法不再被視為國會法令，因此不再使用編號。

## 歷史

### 過往憲法
1909年，英國國會通過《1909年南非法令》，將英國於南非的四個殖民地－開普殖民地、川斯瓦殖民地、納塔爾殖民地、奧蘭治河殖民地統合為單一的自治領——南非聯邦。
《1961年南非共和國憲法法令》將南非由聯邦制轉變為共和制，並以南非總統取代英女為國家元首，令當時的種族隔離政府完全享有主權。法案由當時只有白人選民參與的全國公投批准，新成立的南非國會只由白人組成。
《1983年南非共和國憲法法令》再次由僅有白人參與的全民公投批准，設立了三院制議會，由代表白人，有色人種和印度人的三個獨立議會組成，但沒有代表黑人的議會。另外，儀式性的南非總統和行政首長南非總理合併由一位由議會選舉產生的總統擔任。這個做法維持至今天，幾乎是南非獨有的政治制度。
種族隔離結束後，南非通過採用《1993年南非共和國憲法》或《臨時憲法》，以管理過渡時期。它首次引入了自由民主，成人普選，憲法至上和權利法案的框架。

### 協商
如果制定後種族隔離時期的憲法是當時的討論焦點。非洲人國民大會 (ANC) 堅持應由民主選舉的制憲議會起草憲法，但執政的國民黨 (NP) 擔心少數群體的權利在制定過程中不會受到保護，因此建議各方先制定好有共識的憲法內容，再付諸全民投票。

### 臨時憲法
1993年臨時憲法通過後，於1994年舉行首次不分種族的選舉，新成立的國會同時作為制憲議會，負責制定新憲法。

### 最終版本
1996年國會通過新憲法，最終在1997年正式生效。

## 外部連結
- South African Government Information: Constitution（页面存档备份，存于）
- Department of Justice and Constitutional Development: The Constitution
- Constitutional Court of South Africa（页面存档备份，存于）
  - The history of the Constitution（页面存档备份，存于）
  - The text of the 1996 Constitution, consolidated until including the 17th Amendent Act of 2013（页面存档备份，存于）